# 林家瑋 (古典吉他演奏家)
林家瑋（Chia-Wei Lin，1988年12月19日—），台灣古典吉他演奏家，音樂家。出生於高雄，林家瑋自四歲起由父親林功信啟蒙習古典吉他，在六歲開始公開吉他演奏，至九歲時就擔任協奏曲主奏。先後師事黃潘培、黃修禮。師事德國古典吉他演奏家Hubert Käppel及比利時古典吉他演奏家Raphaëlla Smits。在2006年獲選總統教育獎、獲選大專優秀青年獎章;2007年獲選為臺灣十大潛力人物「人文藝術｣類別的得主、同年被獲選為兩廳院樂壇新秀。於2012年登上奧地利維也納音樂廳舉行獨奏會，2014年再度登上美國紐約卡內基音樂廳舉行獨奏會。
之後林家瑋在2019年於比利時魯汶畢業取得樂器演奏碩士文憑。學成歸國後在2020年任教於高雄市立空中大學文化藝術系至今

## 獲獎與榮譽
| 年份 | 賽事名稱                     | 名次   |
| ---- | ---------------------------- | ------ |
| 2010 | 希臘維里亞國際吉他比賽       | 冠軍   |
| 2010 | 德國尼爾廷根國際吉他比賽     | 冠軍   |
| 2010 | 奧地利卡爾夏特國際吉他比賽   | 冠軍   |
| 2010 | 德國柏林國際吉他比賽         | 冠軍   |
| 2011 | 德國蓋沃爾斯貝格國際吉他比賽 | 冠軍   |
| 2012 | 德國諾德霍恩國際吉他比賽     | 冠軍   |
| 2012 | 克羅埃西亞奧米什國際吉他比賽 | 冠軍   |
| 2013 | 德國科布倫茲國際吉他比賽     | 冠軍   |
| 2014 | 德國伊瑟隆國際吉他比賽       | 冠軍   |
| 2015 | 美國吉他基金會比賽           | 第四名 |
| 2017 | 德國於興國際吉他比賽         | 冠軍   |
| 2017 | 德國奧伯豪森國際吉他比賽     | 亞軍   |
| 2018 | 波蘭西利西亞國際吉他比賽     | 冠軍   |
| 2018 | 科索沃佩奇國際吉他比賽       | 亞軍   |
| 2018 | 荷蘭歐洲國際吉他協奏曲比賽   | 冠軍   |
| 2019 | 捷克拜尼爾國際吉他比賽       | 亞軍   |